# Liriomyza equiseti
Liriomyza equiseti este o specie de muște din genul Liriomyza, familia Agromyzidae, descrisă de De Meijere în anul 1924.
Este endemică în Netherlands. Conform Catalogue of Life specia Liriomyza equiseti nu are subspecii cunoscute.